# Kevin O'Neill (basket-ball)
Pour les articles homonymes, voir Kevin O'Neill.
Kevin O'Neill, né le 24 janvier 1957, à Chateaugay, dans l'État de New York, est un entraîneur et dirigeant américain de basket-ball.